# Мина Лой
Мина Лой (урождённая Мина Гертруда Лёви, англ. Mina Loy (Mina Gertrude Löwy); 27 декабря 1882 — 25 сентября 1966) — английская художница, поэтесса, драматург и дизайнер; была одной из последних модернисток первого поколения. Её стихами восхищались Томас Элиот, Эзра Паунд, Уильям Уильямс, Бэзил Бантинг, Гертруда Стайн, Фрэнсис Пикабиа, Ивор Винтерс и другие.

## Биография

### Детство
Мина Лой родилась в Хэмпстеде, Лондон, в семье еврейского портного Зигмунда Феликса Лоя, вынужденного покинуть Будапешт из-за проявлений антисемитизма, и Джулии Брайан — английской протестантки. Её мать вышла замуж за отца Мины из-за страха быть опозоренной, так как находилась уже на седьмом месяце беременности. В семье было три дочери, из них Мина была старшей. В произведениях Лой, как ранних, так и поздних, она описывает свою мать как властную евангелическую викторианку. Берк дополняет этот образ: «Как и большинство евангелистов, для которых воображение было источником греха, Джулия не доверяла способности своего ребенка изобретать». Говоря о своей матери, Лой вспоминала свои переживания: «Она сама автор моего существа, автор моего страха». Лой было трудно ассоциировать себя со своей матерью, которая не только постоянно наказывала её за «греховность», но и горячо поддерживала Британскую империю, безудержный антисемитизм (в том числе в отношении её мужа) и националистический шовинизм.
Начальное образование Мина Лой получила в 1897 году в школе Сент-Джонс Вуд, в которой проучилась два года. Оглядываясь назад, Лой называла её «худшей художественной школой в Лондоне» и «убежищем разочарований». Отец Мины настаивал на том, чтобы она обучалась в художественной школе, в надежде, что это поможет ей удачно выйти замуж. Сама Лой в то время увлеклась творчеством Данте Габриэля Россетти и Кристины Россетти и после долгих уговоров смогла убедить отца приобрести Сборник работ Данте и репродукции его картин, а также сборник стихов Кристины в кожаном переплёте. Она также увлеклась прерафаэлитами, начав с работ Уильяма Морриса, а затем обратилась к Эдварду Бёрн-Джонсу (её любимой работой в то время была «Любовь среди руин»). Мине приходилось быть осторожной в проявлении своих чувств из-за постоянного контроля матери. Например, Лой писала, что, когда мать нашла сделанный ею рисунок обнаженной Андромеды, привязанной к скале, то от возмущения и отвращения разорвала работу и оскорбила её.

### Учёба во Франции и Германии
В 1900 году Лой поступила в Мюнхенскую Школу Общества женщин-художниц Мюнхенского университета. Она утверждала, что именно там научилась рисованию. Вернувшись в удушающую среду своего семейного дома в Лондоне после относительной свободы, которая окружала ее в Мюнхене, Лой страдала от «головных болей, респираторных проблем и общей слабости», которая затем была диагностирована как неврастения — «всеобъемлющий термин для различных психосоматических жалоб, от которых страдали художественно или интеллектуально развитые женщины и некоторые чувствительные мужчины» в то время. Примерно в возрасте восемнадцати лет Лой убедила своих родителей разрешить ей продолжить образование в Париже. Ей разрешили переехать на Монпарнас, который в 1902 году еще не был урбанизирован, и поступить в Академию Коларосси. В отличие от сегрегированных классов в мюнхенском Künstlerinnenverein, эти художественные классы были смешанными. Именно здесь, через английскую подругу аналогичного социального положения Мадлен Боулз, Лой впервые вступила в отношения с английским художником Стивеном Хавейсом. Позже она описывала этот опыт как «паразитическое вытягивание своей жизненной силы, чтобы перезарядить, так сказать, собственную недостаточную батарею жизни». Согласно биографии Мины Лой, Хавейс был непопулярен среди своих сокурсников, которые считали его «позёром», и Боулз, в частности, взяла его под свое крыло». Его отцом был преподобный Хавейс, а матерью — Мэри Элиза Хавейс, писательница, поэтому Стивен считал себя своего рода эстетом и, «несмотря на то, что он был низкого роста, ему удавалось снисходительно относиться к своим слушателям с высоты». В отношениях с Миной он, признавая её красоту и женственность, играл роль непонятого эксцентрика. К примеру, он занимал у неё всё больше и больше денег, не возвращая их, и при этом  заставлял Мину чувствовать себя виноватой за недоверие. Позже она будет размышлять о том, что Хавейс довлел над ней, и она снова оказалась «такой же угрюмо вовлеченной в садистскую истерику, как и в отношениях с матерью». Однажды ночью он убедил её остаться, и в состоянии, которое она позже описала как гипноз, оказалась соблазнена им, а проснувшись на следующее утро полуобнаженной, Лой была в ужасе.
Несколько месяцев спустя Мина поняла, что беременна. Это напугало её, так как связывало её, как она позже описывала, с «таким существом, которое она бы выбрала в последнюю очередь». Ей был двадцать один год, она оказалась в трудной ситуации и боялась того, что семья откажется от неё и лишит наследства. Понимая, что она рискует остаться без гроша в кармане, Мина обратилась к родителям за разрешением выйти замуж за Хавейса, и они согласились из-за его респектабельного социального статуса сына проповедника. Позже, размышляя о том, как родительское воспитание влияло на её решения, Лой заметила, что «когда кто-то, кого я не люблю, настаивает на том, чтобы я делала что-то, чего мне не хотелось, я автоматически подчинялась, и тем самым всё сильнее запутывала свой инстинкт самосохранения».

### Париж, 1903—1906
В 1903 году Мина Лой, будучи на четвёртом месяце беременности, вышла замуж за фотографа Стивена Хавейса в Париже. Самым заметным его заказом того времени была фотосъёмка последних работ Огюста Родена, после знакомства с самим скульптором. Но его любимой моделью была Мина. И хотя они договорились, что это будет просто брак по расчету, Стивен стал ещё более требовательным и сильнее демонстрировал собственничество. Вместо того, чтобы взять фамилию мужа, после брака Мина изменила свою — с «Лоуи» на «Лой». Биограф Кэролин Берк отмечает, что «анаграмматические трансформации Лоуи в Лой, а затем в Ллойд, символизируют её попытки разрешить личные кризисы, предпочитая, чтобы её называли Миной — именем, которое оставалось неизменным, когда менялась фамилия». По мере того, как Хавейс становился всё более известным и востребованным фотографом, Мина становилась все более одинокой.
Первый ребёнок Мины, Ода, родился 27 мая 1903 года. Роды были тяжёлыми и долгими. В это время Хавейс проводил время со своей любовницей. Эти воспоминания были отражены в ранней поэме «Роды» (впервые опубликованной в The Trend 8:1, октябрь 1914 года). Спустя два дня девочка умерла от менингита, что погрузило Лой в состояние полной опустошённости горем из-за потери. Примерно через день после смерти Оды Мина написала (ныне утраченную) темперную картину «Деревянная мать», на которой она изобразила двух матерей со своими детьми, одна из которых «выглядит глупо, держа своего ребенка, чьи маленькие пальчики подняты в бессильном благословении над другой страдающей матерью, которая, стоя на коленях, проклинает их обоих большими, поднятыми, сжатыми кулаками, и её ребёнка, распростертого мёртвым, с безжизненно раскинутыми ручками и ножками».
В 1905 году Лой решила вступить в Осенний салон под именем «Мина Лой» (отказавшись от буквы «w» в своей фамилии), а в следующем году её акварели на выставке в Салоне изящных искусств получили признание в прессе. После этого положительного приема Лой позволили стать сосьетером категории рисунков, что означало, что её работы могли быть выставлены без необходимости проходить через одобрение приёмной комиссии. Это был «вотум доверия», который, по словам её биографа Берка, «был исключительным знаком признания для неизвестной англичанки двадцати трёх лет».
К 1906 году Лой и Хавейс договорились жить раздельно. Вскоре Мина забеременела от врача по имени Генри Жоэль ле Савурё, который лечил её от неврастении, усугубившейся после смерти дочери. Её беременность вызвала ревность у Хавейса и ускорила их переезд во Флоренцию, где у них было меньше знакомых.

### Флоренция, 1906—1916
Лой и Хавейс поселились на вилле в Арчетри, оказавшись в большом сообществе экспатриантов. Весной 1907 года Хавайс основал студию на побережье Коста-Сан-Джорджо в Ольтрарно. 20 июля 1907 года Лой родила вторую дочь Джоэллу Синара, а в 1909 году у неё родился сын от Хавейса. Джоэлла поздно научилась ходить, что позже было диагностировано как тип детского паралича, который вызвал атрофию её мышц. Опасаясь, что состояние Джоэллы может быть похоже на менингит, от которого умерла Оду, Лой искала поддержку в медицине и духовности. Это была одна из её самых первых встреч с Христианской Наукой, и практикующий её специалист посоветовал кормить Джоэллу говяжьим бульоном и поить ослиным молоком. Это помогло улучшить здоровье Джоэллы и сподвигло Лой начать регулярно посещать церковь. Примерно в 1909 году, при финансовой поддержке отца Лой, семья переехала в трёхэтажный дом на побережье Коста-Сан-Джорджо. На постоянную работу были приглашены медсестра Джулия, которая помогала воспитывать детей и на долгие годы ставшая их воспитателем и другом, а также её сестра Эстер, которая стала семейным поваром. Как только дети подросли, Лой стала проводить с ними всё меньше времени, и о них больше заботился домашний персонал. Биограф Берк предполагает, что такое отдаление, возможно, было реакцией на властное воспитание её собственной матери.
В Италии Мина Лой часто бывала в артистических кругах. Она посещала светские вечера, проводимые Мэйбл Додж на вилле Курония. Именно здесь она встретила Гертруду Стайн, её брата Лео Штайна, Алису Б. Токлас и Андре Жида. Гертруда позже вспоминала, что Лой, как и Хавейс, были одними из немногих в то время, кто проявил серьёзный интерес к её творчеству (когда её литературные достижения не были широко признаны). Она вспоминала случай, когда Хавейс умолял её добавить две запятые в обмен на картину, что она и сделала, но позже удалила их; напротив, «Мина Лой с таким же интересом смогла всё понять и без запятых. Она всегда умела понимать». Дочь Мины Лой Джоэлла Байер (урождённая Синара) в своих мемуарах, которые хранятся в поместье матери, размышляя о своих родителях, писала: «Моя мать, высокая и стройная, как ива, необычайно красивая, очень талантливая, недисциплинированная, со свободным духом, со слишком сильным эго; мой отец, невысокий, смуглый, посредственный живописец, вспыльчивый, с очаровательными светскими манерами и бесконечными разговорами о важности своей семьи».
По словам Джиллиан Ханскомб и Вирджинии Л. Смайерс, в течение десяти лет во Флоренции у Мины и Хавейса были любовники, и они строили свои жизни отдельно друг от друга. В 1913 и 1914 годах, несмотря на то, что Лой занималась воспитанием детей, попытками сохранить брак, увлечением любовниками и своими собственными художественными устремлениями, она находила время, чтобы заметить и принять участие в зарождающемся итальянском футуристическом движении, возглавляемом Филиппо Маринетти, с которым имела короткий роман, а также прочитать рукопись Штейна «The Making of Americans».
Некоторые из работ Мины даже выставлялись на первой Международной выставке свободного футуризма в Риме. В это время она также стала новообращённой в христианскую науку. Участие в выставке стало возможным благодаря встрече друга и коллеги Мины Фрэнсиса Симпсона Стивенса с флорентийскими художниками Карло Каррой, Арденго Соффичи, которые вместе с Джованни Папини объединили усилия с футуристом Маринетти. Посещая Стивенса на побережье Коста-Сан-Джорджо, с художниками познакомилась и Лой, после чего ей и предложили выставить свои работы на Первой свободной футуристической международной выставке. Там Лой стала единственным художником, представляющим Великобританию, а Стивенс — единственным североамериканцем.
С 1914 до 1916 года, до своего отъезда в Америку, Лой была вовлечена в сложный любовный треугольник между Папинии и Маринетти, отношения в котором были отражены в её поэзии.

## Феминистский манифест (1914)
В 1914 году Мина Лой написала свой знаменитый Феминистский манифест, в котором разожгла полемику против подчинённого положения женщин в обществе, который оставался неопубликованным при её жизни. В частности, в этом труде Лой утверждает, что «женщина должна уничтожить в себе желание быть любимой» и призывает к тому, что «честь, горе, сентиментальность, гордость и, следовательно, ревность должны быть отделены от секса».

## Нью-Йорк, 1916
Разочаровавшись в футуризме и его сдвиге в сторону фашизма, а также желая развода со своим мужем Стивеном Хавейсом, зимой 1916 года Мина Лой переехала в Нью-Йорк. Ещё до прибытия в город её фигура уже вызвала ажиотаж, особенно после публикации в 1915 году её «Песен о любви» в литературном журнале «Другие». Она стала ключевой фигурой в группе, которая сформировалась вокруг журнала, в которую также входили Ман Рэй , Уильям Карлос Уильямс, «тайно влюбленный» в неё, а также Марсель Дюшан и Марианна Мур. Вскоре Лой стала одним из ведущих членов богемного художественного круга в Гринвич-Виллидж. Фрэнсис Стивенс, которая ранее останавливалась у Лой во Флоренции, помогла ей поселиться в небольшой квартире на Западной Пятьдесят седьмой улице. Через несколько дней после пребывания в Нью-Йорке, Стивенс привела Мину на вечеринку в двухуровневую квартиру коллекционера и критика Уолтера и Луизы Аренсберг на Западной шестьдесят седьмой улице. Это место биограф Мины Лой Кэролин Берк описывает так: «В любой вечер гостями Аренсбергов могли быть друзья Дюшана из Парижа: художники Альбер Глез, его жена, Жюльетта Рош, Жан и Ивонн Кротти и Франсис Пикабиа, а также его жена Габриэль Баффет-Пикабиа; композитор Эдгар Варез, писатель и дипломат Анри-Пьер Роше.Также были представлены новые фигуры в американском искусстве и литературе: в разное время салон привлекал таких художников как Ман Рэй, Беатрис Вуд, Чарлз Шилер, Катерина Дрейер, Чарльз Демут, Клара Тайс и Фрэнсис Стивенс, а также поэтов Уоллеса Стивенса, Альфреда Креймборга, Уильяма Карлоса Уильямса, писателей Аллена и Луизы Нортон и Боба Брауна, и искусствоведа Генри Макбрайда. А потом была баронесса Эльза фон Фрейтаг-Лорингофен – натурщица, поэтесса и ультра-эксцентричная персона».
В начале 1917 года Лой вместе с Уильямом Карлосом Уильямсом сыграли роли жены и мужа в одноактной пьесе Альфреда Креймборга «Lima Beans», поставленной «Провинциально-городскими актёрами (Provincetown Players)». Лой внесла свой вклад в создание картины (ныне утерянной) под названием «Изготовление абажуров» для первой выставки Общества независимых художников (образованного в декабре 1916 года) в Большом центральном дворце Нью-Йорка, которая открылась 10 апреля 1917 года. С Уолтером Аренсбергом, выступающим в качестве организатора, и Марселем Дюшаном в качестве главы комитета по экспонированию, выставка открыла новые горизонты в Америке, поскольку работала под лозунгом «Нет жюри, нет призов», а также пренебрегала устоявшимися традициями, например произведения искусства были вывешены в алфавитном порядке, без учёта репутации и статуса авторов, а участником выставки мог стать любой желающий, заплативший взнос в 6 долларов.
Вскоре она встретила «поэта-боксера» Артура Кравана, самозванного дадаиста, который был племянником жены Оскара Уайльда Констанс Ллойд. Краван сбежал в Мексику, не желая быть призванным в армию, и Мина последовала за ним. Они поженились в Мехико в 1918 году. Здесь они жили в бедности, и годы спустя Лой напишет об их нищете.
Вскоре Мина узнала, что беременна и отправилась в Буэнос-Айрес, «где намеревалась ждать Кравана, но он так и не появился, и его больше никогда не видели». Краван исчез во время испытаний лодки, на которой планировал сбежать. Предполагалось, что он утонул, но сообщения о его появлениях продолжали преследовать Мину Лой до конца жизни. Краван бесследно пропал в море; хотя некоторые утверждали, что его тело было найдено позже в пустыне (после его смерти, его личность приобрела характер легенды и о нём появились десятки историй). Легенды об исчезновении Кравана, как пишет биограф Мины Лой, Кэролайн Берк, являются весьма анекдотическими.
После исчезновения Кравана, в апреле 1919 года у Мины родилась дочь Фабьен.
В главе своих неопубликованных мемуаров под названием «Колосс» Лой пишет о своих отношениях с Краваном, используя сленг профессиональных спортсменов и называя его «боксёром, пишущим стихи». Ирен Гаммел утверждает, что в основе их отношений лежала авангардная деятельность, включая бокс и поэзию. Лой опирается на язык бокса на протяжении всех своих мемуаров, чтобы точнее описать свои отношения с Краваном.

### Возвращение в Европу и Нью-Йорк
После исчезновения Кравана, Лой сначала вернулась в Англию, где родила дочь Фабьен, позже вернулась во Флоренцию к другим своим детям, а в 1916 году перебралась в Нью-Йорк, прибыв 15 октября на корабле Duca D Aosta из Неаполя. В Нью-Йорке она работала в студии абажуров, а также играла в театре Провинстаун. Здесь она вернулась к своей прежней жизни в Гринвич-Виллидж, общаясь с представителями богемы. В этот период стихи Мины Лой попали в журналы Little Review и Dial. Она подружилась с Эзрой Паундом, дадаистом Тристаном Тцарой и Джейн Хип. Лой писала для Марселя Дюшана в двух выпусках журнала «Слепой».
По-видимому, несколько озадаченный новыми видами поэзии, создаваемыми Лой и ей подобными, Паунд заметил в марте 1918 года в статье для Little Review: «В стихе Марианны Мур я обнаруживаю следы эмоций; у Мины Лой я не вижу никаких эмоций», рассматривая их как демонстрацию логопоэйи, написания стихов, не заботясь о лирике или имажизме. Вместо этого, в своих стихах они исполняли «танец интеллекта среди слов и идей и модификацию идей и персонажей». Паунд заключает: «Смысл моей похвалы, потому что я намерен сделать им похвалу... разве что без всяких притворств и без криков о национальности эти девушки написали отчетливо национальный продукт, они написали что-то, что не вышло бы ни в одной другой стране, и (хотя я до сих пор видел много мусора от них обоих) они, по выбору г-на Креймборга, интересны и читаемы (мной...)».
Вскоре Лой отправится обратно во Флоренцию, узнав о том, что её бывший муж Хавейс без её разрешения забрал их сына Джайлса в путешествие по Карибскому морю. Она перевезла своих дочерей в Берлин, чтобы записать дочь в танцевальную школу, но снова была вынуждена их оставить, потому что её привлекла в Париж художественная и литературная сцена.
В 1923 году был опубликован её первый сборник «Лунный Бедекер» из тридцати одного стихотворения. Он был ошибочно напечатан с орфографической ошибкой «Baedecker», а не с предполагаемым «Baedeker».
В 1936 году Лой вернулась в Нью-Йорк и какое-то время жила со своей дочерью на Манхэттене. Она переехала в Бауэри, где нашла вдохновение для поэзии и, встретив обездоленных людей, продававших на барахолках свои вещи, стала создавать объекты предметного искусства в технике ассамбляж. 15 апреля 1946 года она стала натурализованной гражданкой Соединённых Штатов под именем «Гертруда Мина Ллойд».
В 1951 году она выставила свои художественные работы в Нью-Йорке в Bodley Gallery на выставке под названием «Конструкции», но она лично не присутствовала на ней. Вторая и последняя книга Мины Лой Lunar Baedeker & Time Tables появилась в 1958 году. В 1959 году она переехала в Аспен, Колорадо, где уже жили её дочери. Её дочь Джоэлла была замужем за арт-дилером  Жюльеном Леви, торговавшем сюрреалистами. Там она вышла замуж за художника и типографа Баухауса Герберта Байера.
К концу жизни Лой замкнулась в себе. Она так и не смогла опубликовать полный сборник стихов (некоторые были опубликованы после её смерти) и незаконченную биографию танцовщицы Айседоры Дункан.

## Литературная деятельность
Рэйчел Поттер и Сюзанн Хобсон называют Лой «блестящей литературной загадкой» и обрисовывают хронологическую карту её географических и литературных сдвигов. Поэзия Лой публиковалась в таких журналах, как Camera Work , Trend, Rogue, Little Review и Dial, прежде чем были оформлены книги с её стихотворениями. При жизни Мина Лой опубликовала два тома своих стихов: «Лунный Бедекер» (1923) и «Лунный Бедекер и расписание» (1958). В «Лунный Бедекер» вошла её самая известная работа «Песни о любви» в сокращенной версии. В него также вошли четыре стихотворения, включенные в «Другие» в 1915 году, но их сексуальная откровенность вызвала бурную реакцию, что затруднило публикацию остальных. Посмертно были выпущены два обновленных тома её стихов, «Последний лунный Бедекер» (1985) и «Затерянный лунный Бедекер» (1997), оба отредактированные Роджером Л. Коновером. «Песни для Джоаннес» входят в оба издания. В издании 1997 года необъяснимо отсутствует «Anglo-Mongrels and the Rose», последовательность из 21 стихотворения, частично полуавтобиографическая, частично социальная сатира, возможно, самая совершенная работа Лой, которая, в результате этого упущения, остается ненапечатанной.
Её единственный роман «Остров» был опубликован посмертно в 1991 году. Он повествует об отношениях между немецкой художницей Инсель и арт-дилером миссис Джонс. Некоторые критики предположили, что роман основан на отношениях Лой с Ричардом Эльзом. Однако Сандип Пармар утверждает, что на самом деле речь идет об отношениях Лой с её творческой личностью.
Мина Лой продолжала работать над своими сборниками до своей смерти. Она умерла в возрасте 83 лет 25 сентября 1966 года от пневмонии в Аспене, штат Колорадо и похоронена на кладбище Аспен-Гроув.

## Дети
У Лой было четверо детей; от Хавейса — Ода Джанет Хавейс (1903—1904), Джоэлла Синара Хавейс Леви Байер (1907—2004) и Джон Джайлс Стивен Масгроув Хавейс (1909—1923). Её единственным ребёнком от Кравана была Джемайма Фабьен Краван Бенедикт (1919—1997). И Ода, и Джон Джайлз скончались преждевременно, Ода — вскоре после рождения, а Джон Джайлз — в четырнадцать лет.
Без согласия Лой, её сына Джайлса забрал из дома во Флоренции отец Стивен Хавейс, чтобы взять с собой в путешествие по Карибскому морю. Во время этого длительного путешествия ребёнок умер от редкого вида рака, так и не воссоединившись со своей матерью. По словам биографа Лой Бёрка, потеря Джайлса, последовавшая за исчезновением или смертью возлюбленного Кравана, усугубила состояние её психического здоровья. Дочери Джоэлле часто приходилось ухаживать за ней, чтобы исключить случаи аутоагрессии и самоповреждений.

## Наследие
В 2020 году в Аргентине Камила Эвия перевела и подготовила издание на испанском языке, которое включает феминистский манифест и множество стихов Мины Лой, глубоко раскрывая её наследие.

## Список произведений

### Поэтические книги
- Лунный Бедекер (Париж: Contact Publishing Co., 1923)
- Лунный Бедекер и расписание (Хайлендс) , Северная Каролина: Издательство Джонатана Уильямса [жаргон 23], 1958)
- Последний лунный Бедекер, изд. Роджера Коновера. (Highlands: Jargon Society [Jargon 53], 1982)
- Затерянный лунный Бедекер, изд. Роджера Коновера. (Carcanet: Manchester, 1997)

### Опубликованная проза
Insel, Elizabeth Arnold ed. (Black Sparrow Press, 1991)
Истории и очерки, изд. Сары Крэнгл. (Dalkey Press Archive [British Literature Series], 2011)Википедия site:360wiki.ru